# Pernštejnské Jestřabí
Pernštejnské Jestřabí je obec v okrese Brno-venkov v Jihomoravském kraji. Rozkládá se v Hornosvratecké vrchovině, na okraji přírodního parku Svratecká hornatina, přibližně 10 kilometrů severozápadně od Tišnova. Žije zde 209 obyvatel. Součástí obce jsou čtyři místní části: Husle, Jilmoví, Maňová a Pernštejnské Jestřabí.

## Historie
První písemná zmínka o obci pochází z roku 1364.
K 1. lednu 2005 byla obec Pernštejnské Jestřabí společně s dalšími 23 obcemi převedena z okresu Žďár nad Sázavou (Kraj Vysočina) do okresu Brno-venkov (Jihomoravský kraj).

## Obyvatelstvo
| Rok            | 1869 | 1880 | 1890 | 1900 | 1910 | 1921 | 1930 | 1950 | 1961 | 1970 | 1980 | 1991 | 2001 | 2011 | 2021 |
| -------------- | ---- | ---- | ---- | ---- | ---- | ---- | ---- | ---- | ---- | ---- | ---- | ---- | ---- | ---- | ---- |
| Počet obyvatel | 366  | 427  | 388  | 380  | 392  | 371  | 396  | 315  | 289  | 282  | 249  | 186  | 178  | 157  | 193  |
| Počet domů     | 48   | 55   | 58   | 62   | 62   | 61   | 67   | 71   | 66   | 65   | 58   | 67   | 74   | 75   | 81   |

Vývoj počtu obyvatel obce Pernštejnské Jestřabí
| Rok            | 1869 | 1880 | 1890 | 1900 | 1910 | 1921 | 1930 | 1950 | 1961 | 1970 | 1980 | 1991 | 2001 | 2011 | 2021 |
| -------------- | ---- | ---- | ---- | ---- | ---- | ---- | ---- | ---- | ---- | ---- | ---- | ---- | ---- | ---- | ---- |
| Počet obyvatel | 98   | 96   | 112  | 102  | 109  | 116  | 110  | 90   | 66   | 77   | 77   | 52   | 55   | 39   | 58   |
| Počet domů     | 12   | 15   | 17   | 17   | 17   | 17   | 18   | 20   | 66   | 17   | 15   | 17   | 18   | 18   | 21   |

Vývoj počtu obyvatel části obce Pernštejnské Jestřabí

## Pamětihodnosti
- Kaple Panny Marie Růžencové
- Kaple Panny Marie Bolestné v Maňové

## Galerie

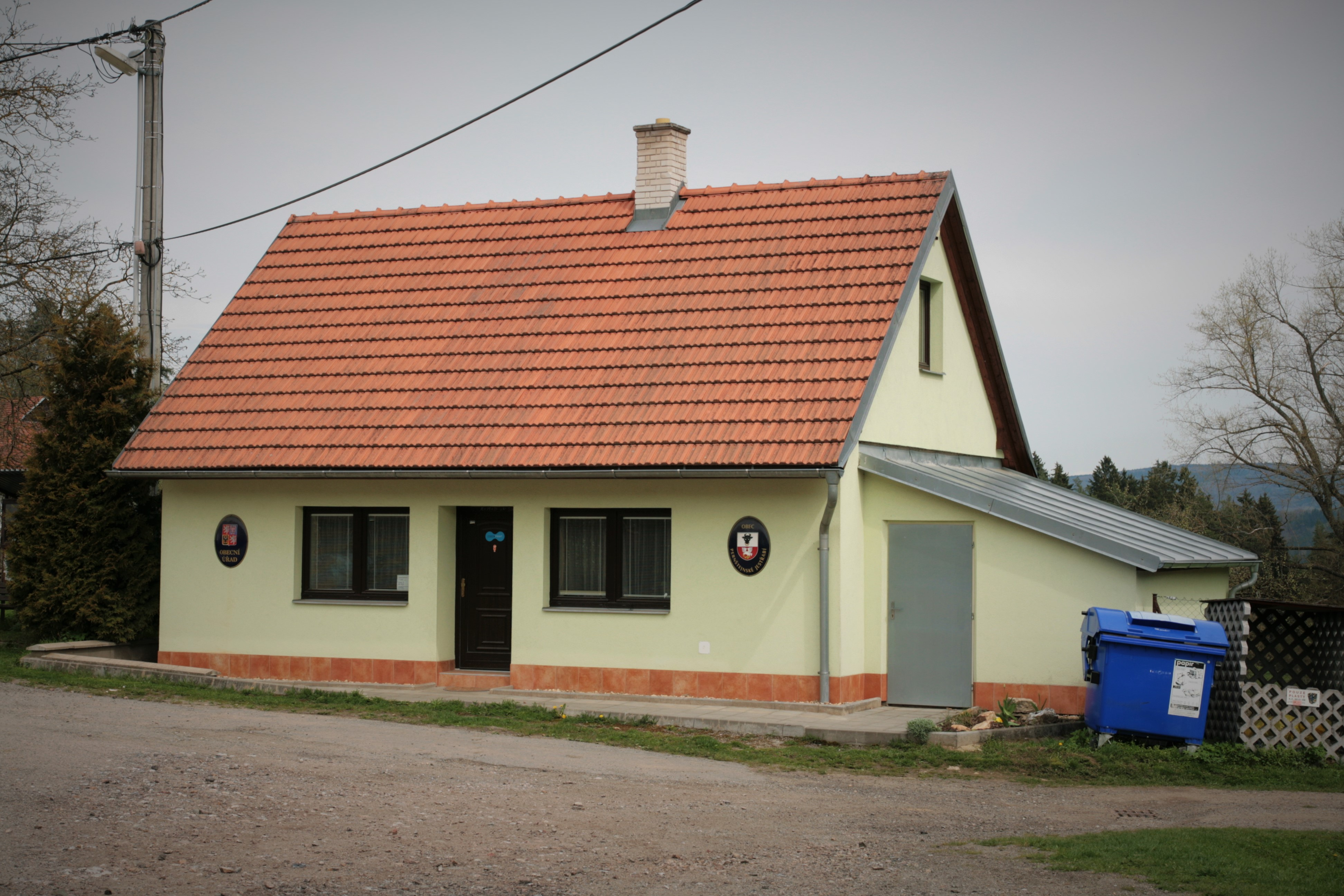
Obecní úřad
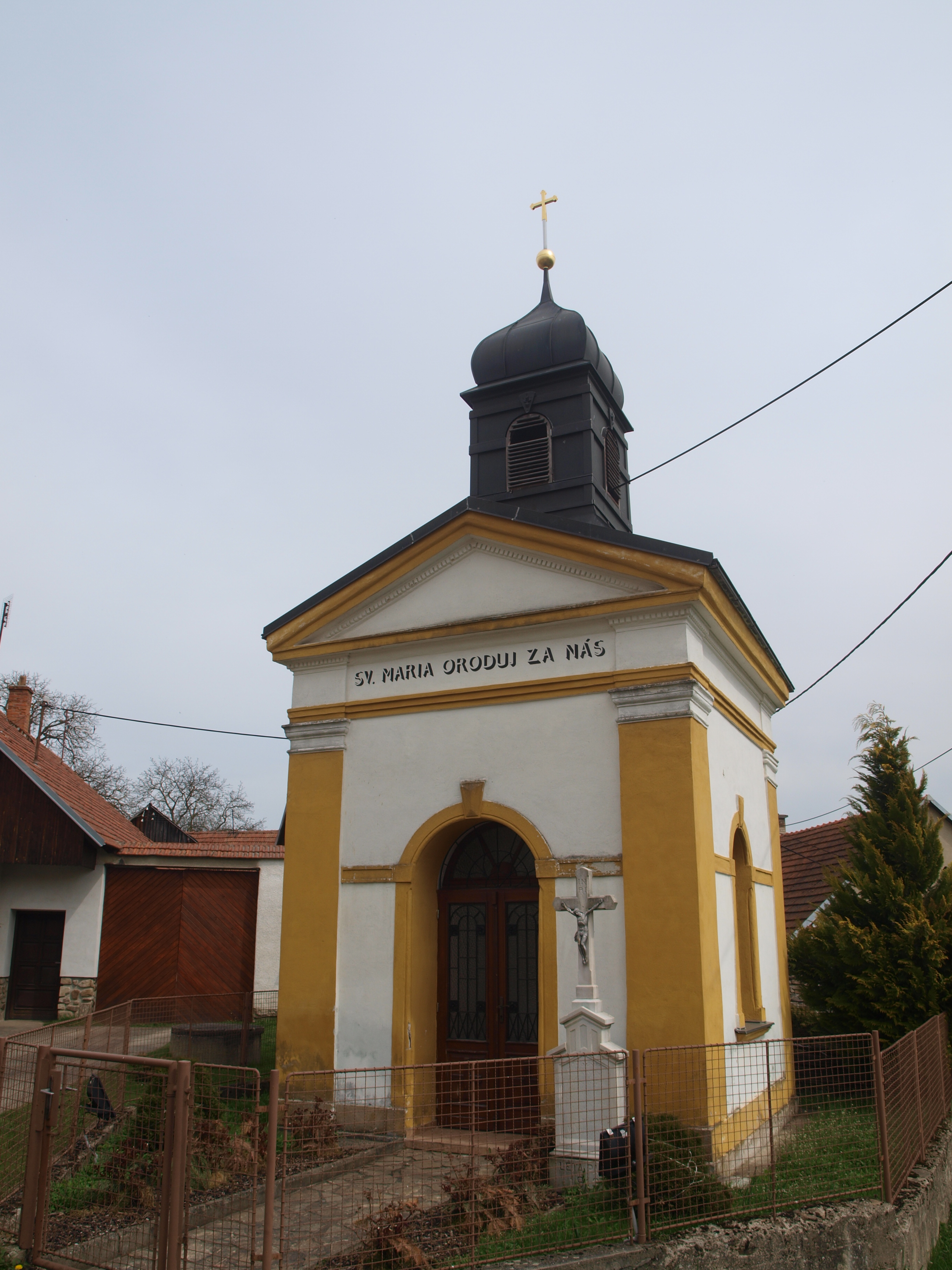
Kaple Panny Marie Růžencové